# 上特雷布拉
上特雷布拉是德国图林根州的一个市镇。总面积3.23平方公里，总人口287人，其中男性145人，女性142人（2011年12月31日），人口密度89人/平方公里。